# Budapest világörökségi helyszínei
Budapest világörökségi helyszíneit a Duna-part látképe, a Budai várnegyed és az Andrássy út képezi.
Az UNESCO 1972-ben alapított Világörökség Programjának célja az emberiség kulturális és természeti örökségének nyilvántartásba vétele (világörökségi lista). A programban részt vevő állam kötelezettséget vállal arra, hogy a területén fekvő világörökségi helyszíneket óvja és megőrzi a későbbi generációk számára. Budapesti helyszín először 1987-ben került a listára, ez a Duna-part látképe és a Budai várnegyed volt, majd 2002-től az Andrássy út és történelmi környezete került fel a világörökségi listára.

## Jelenlegi világörökségi helyszínek

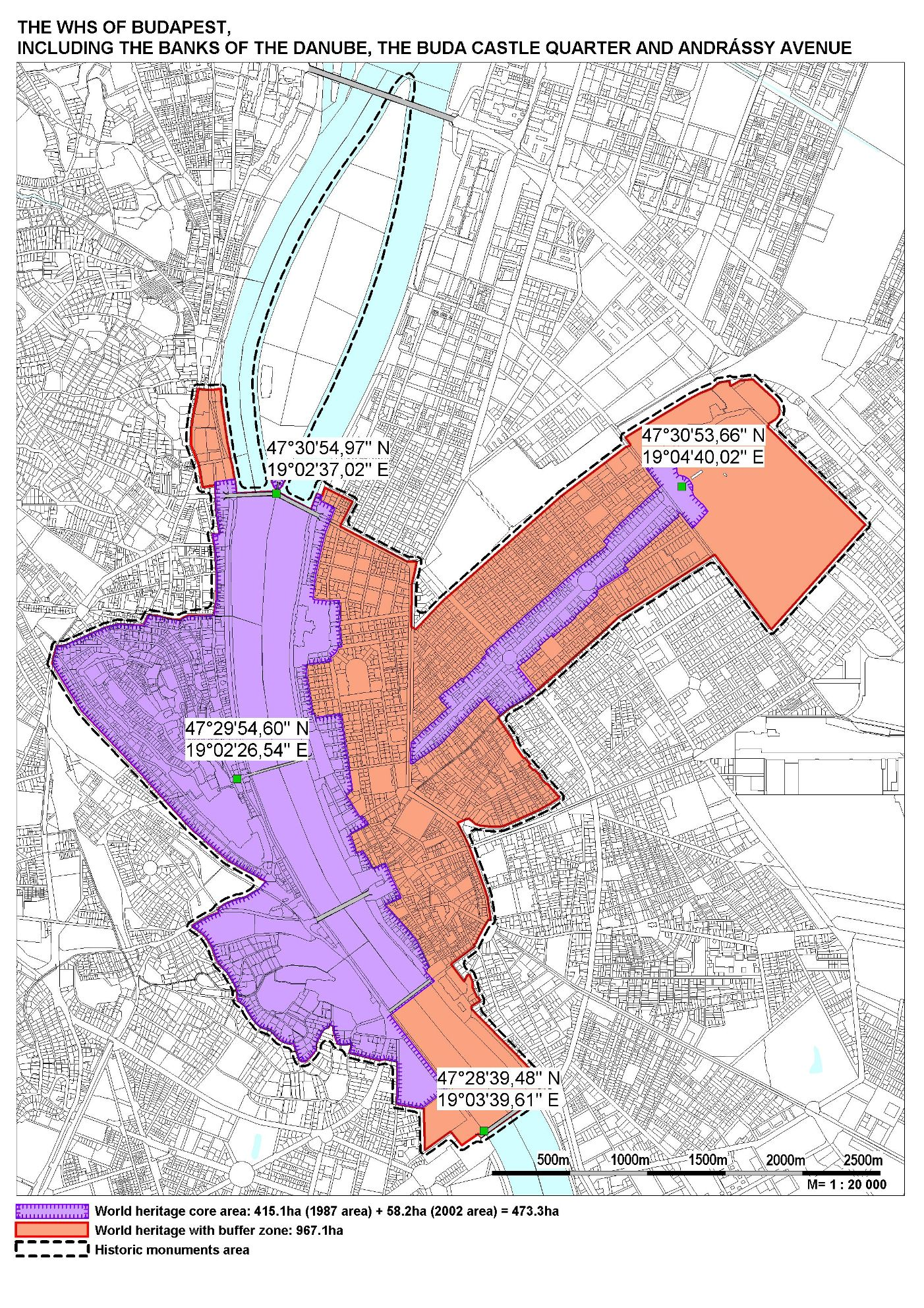
A Duna-part látképe és a Budai várnegyed és Az Andrássy út és történelmi környezete helyszínek térképe (lila, narancssárgával jelölve a pufferzónát)

A budapesti világörökségi helyszínének részei jelenleg a következők (a listára való felvétel évének sorrendjében):
- A Duna-part látképe és a Budai várnegyed (1987, kulturális, 400-001)
Budapest Duna-parti látképe a világörökség részét képezik 1987 óta:

A budai oldalon a Műszaki Egyetem néhány épülete (a Bertalan József utcától) és a Széchenyi lánchíd által közrefogott terület: a Gellért fürdő, a Gellért-hegyi Szabadság-szobor a Citadella és a budai Várnegyed épületei, a Királyi palota, a Szentháromság tér és az ott található épületek (közöttük a Mátyás-templom, a Szentháromság-szobor, a Halászbástya); valamint a Duna-part épületei egészen a Margit hídig képezik a világörökség részét.
A pesti oldalon védettséget élvez az Országház épülete és a Kossuth tér épületei, a Lánchíd pesti hídfőjénél található Széchenyi tér és annak néhány épülete, a Magyar Tudományos Akadémia és a Gresham-palota, valamint a Duna-part épületei egészen a Szabadság hídig.
- Az Andrássy út és történelmi környezete (2002, kulturális, 400-002)
Az Andrássy út teljes vonalának épületei, közöttük az Magyar Állami Operaház, a millenniumi földalatti és a Hősök tere és annak épületei, a Szépművészeti Múzeum, a Műcsarnok és a Millenniumi emlékmű alkotják a világörökség részét.

## Várólistán szereplő helyszínek
A Világörökség Magyar Nemzeti Bizottsága dönt arról, hogy a hozzá beérkezett javaslatok alapján mely helyszíneket tartja esélyesnek és érdemesnek egy valamikori felvételre a világörökségi listára. A következő helyszínek szerepelnek az úgynevezett Magyar Várományosi Listán:
- A rózsadombi termálkarszt területe (természeti) – a meglévő Budapesti világörökségi helyszín kiterjesztéseként kerül majd felterjesztésre
- Lechner Ödön és kortársai művei, a magyar szecesszió (kulturális) – a pontos behatárolás folyamatban van

## Képgaléria

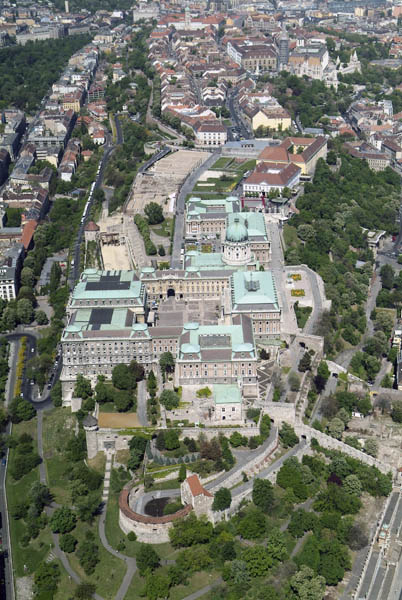
A vár légifotója
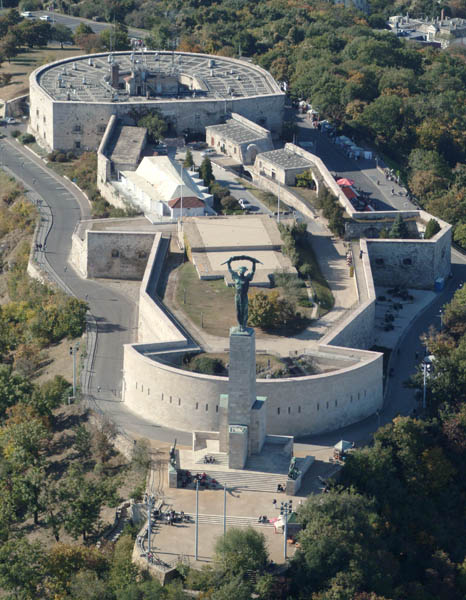
A Citadella légifotója
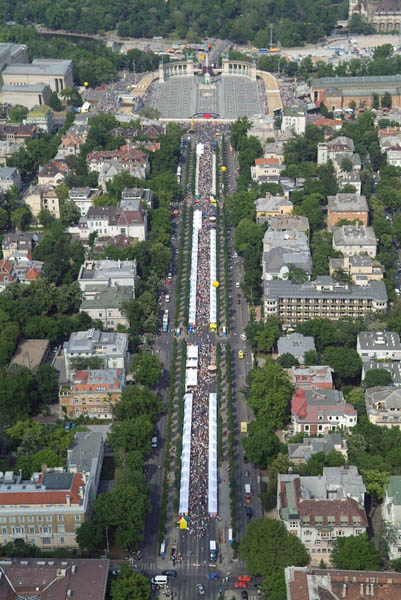
Az Andrássy út légifotója
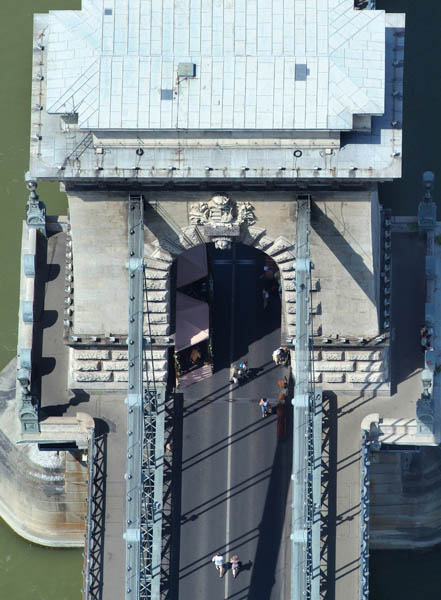
A Lánchíd madártávlatból
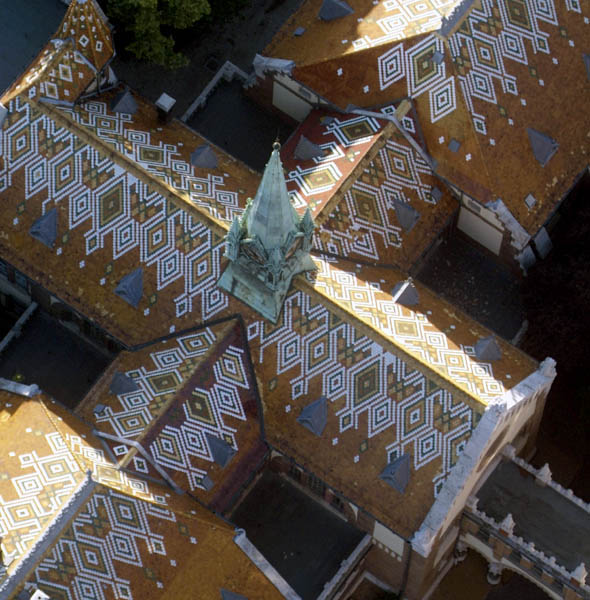
Az Műegyetem könyvtárának légifotója
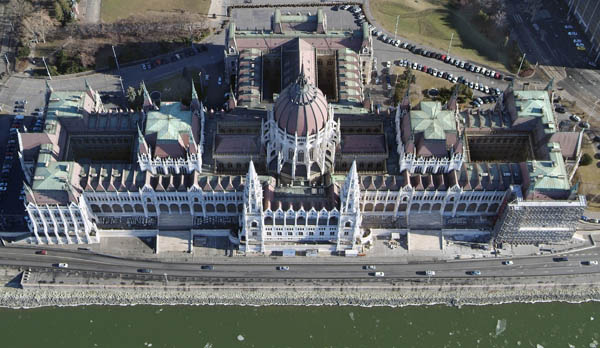
Az Országház légifotója
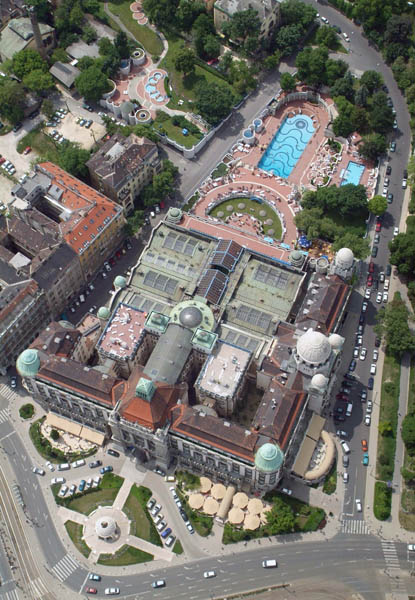
A Gellért szálló madártávlatból
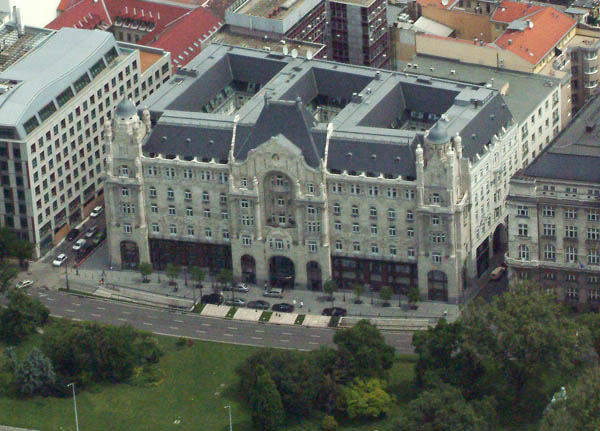
A Gresham-palota légifotója
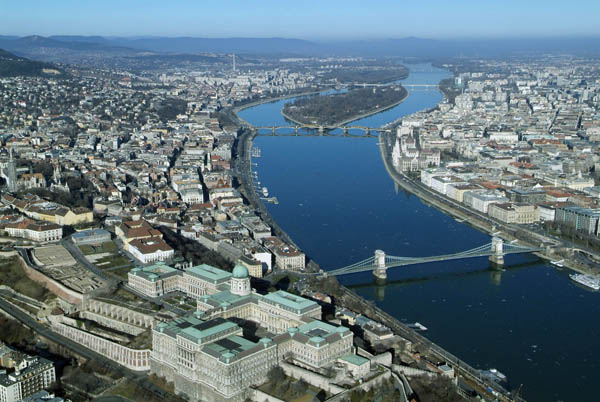
Budapest Duna-parti látképe
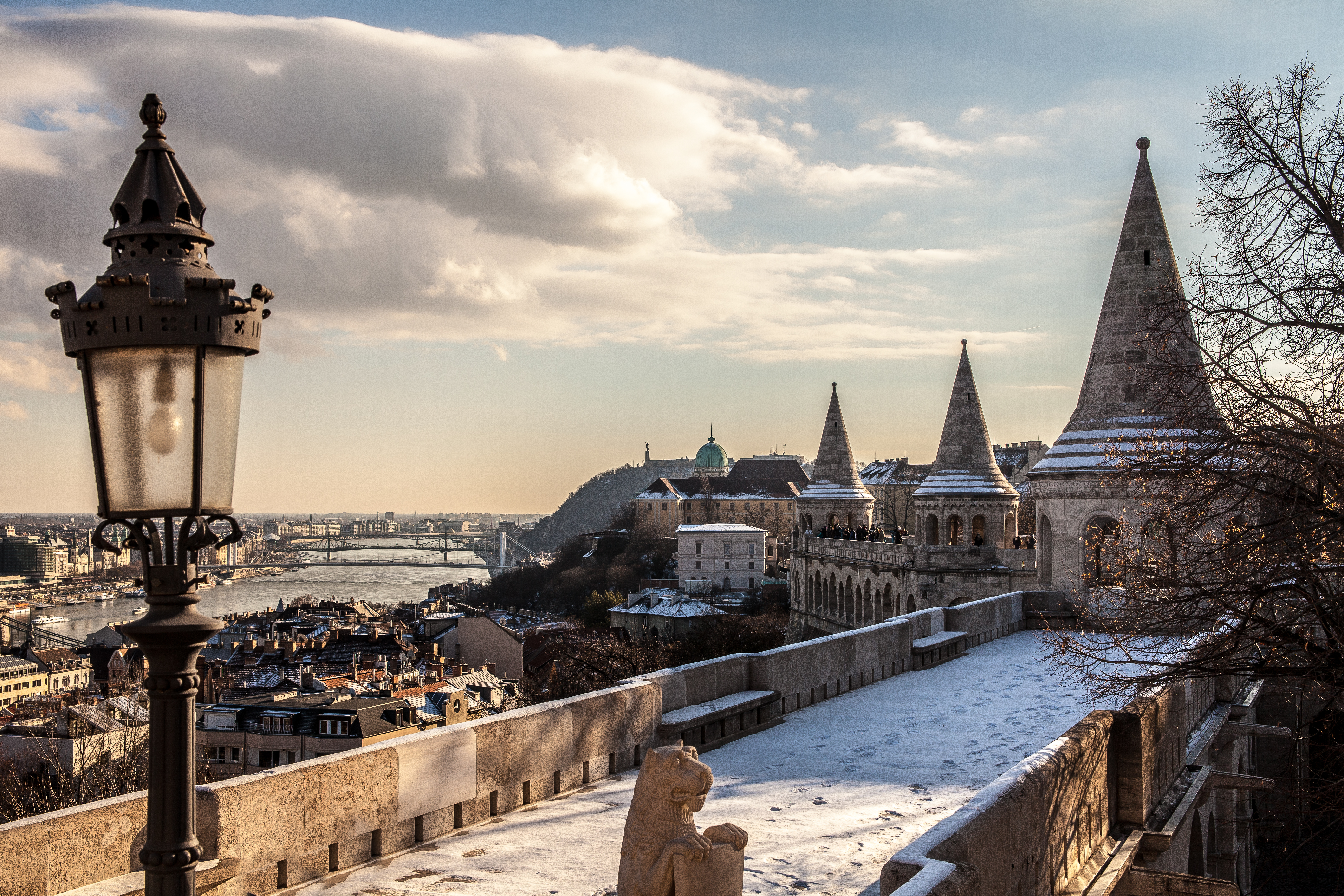
Budapesti panoráma a Halászbástyáról